# Эжол
Эжол — деревня в Корткеросском районе Республики Коми, входит в состав сельского поселения Керес.

## География
Деревня находится на левом берегу реки Вычегда, на расстоянии примерно 64 км (по прямой) к востоку от села Корткерос, административного центра района.

### Часовой пояс
Деревня Эжол, как и вся Республика Коми, находится в часовой зоне МСК (московское время). Смещение применяемого времени относительно UTC составляет +3:00.

## История
Основана в 1784 году. В 1859 году деревня была отмечена как Ежольская. 

## Население
| 2010 |
| ---- |
| 74   |

### Национальный состав
Согласно результатам переписи 2002 года, в национальной структуре населения коми составляли 96 % из 119 чел.